# Schloss Tullau

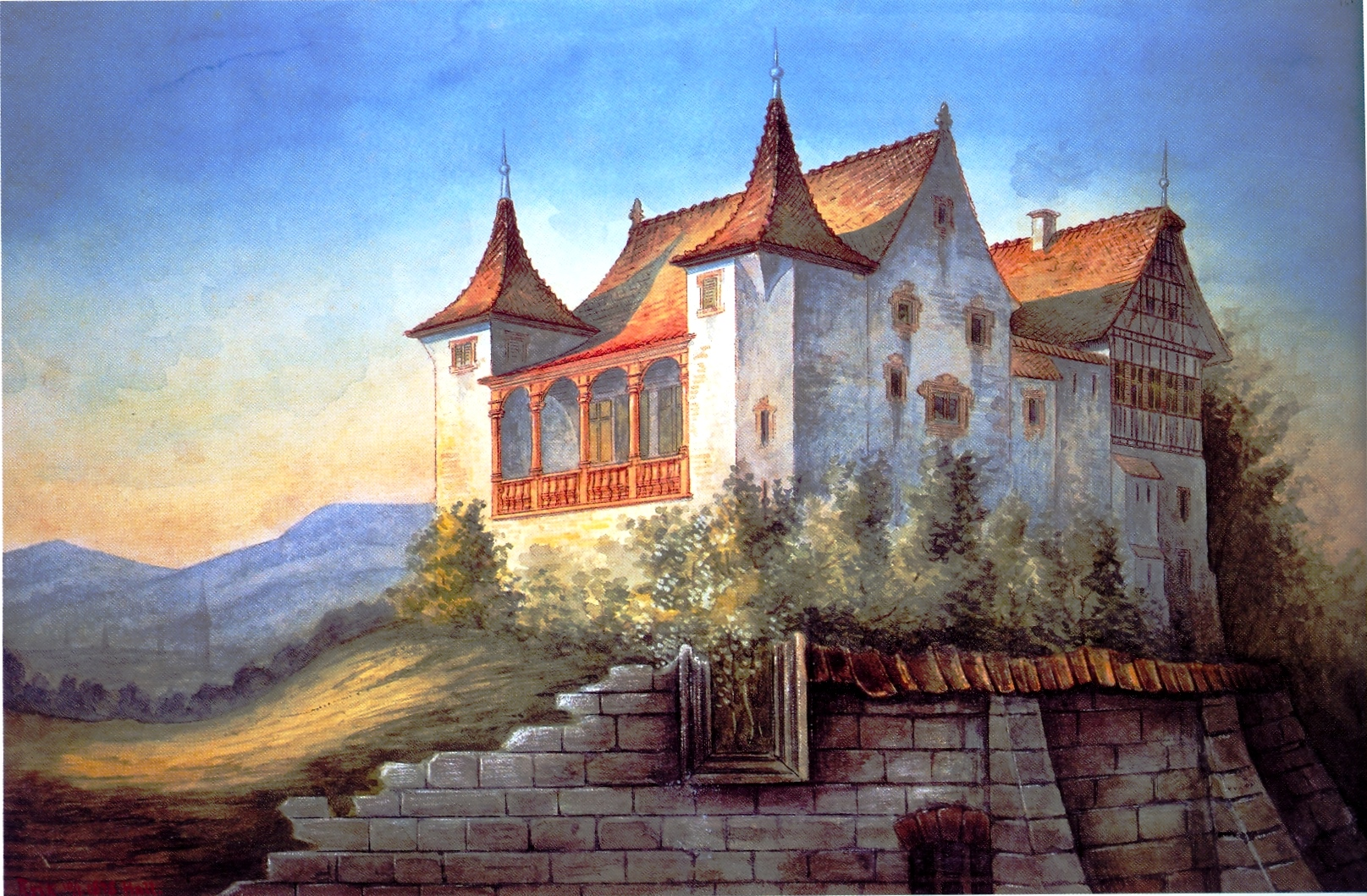
Schloss Tullau auf einem Gemälde von Johann Friedrich Reik (1836–1904)

Längenschnitt, Grundriss sowie Kapitelle im Chor der Schlosskapelle Tullau mit Blattmaske

Grundriss von Schloss Tullau (Stand 1907)

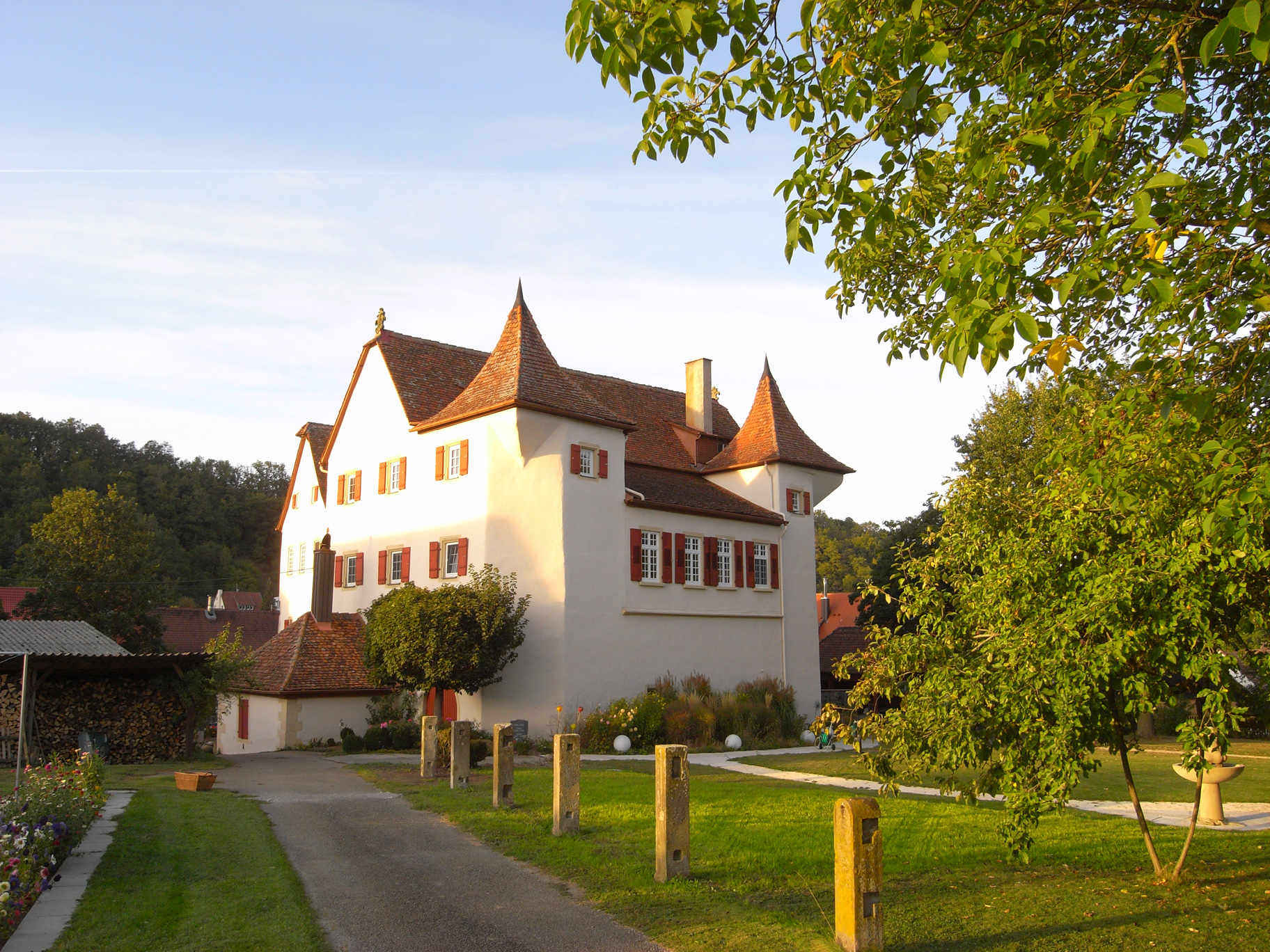
Schloss Tullau im September 2019

Das Schloss Tullau ist ein historischer Profanbau am Ortsrand von Tullau, Landkreis Schwäbisch Hall, Baden-Württemberg.

## Geschichte
In dem im Jahr 1090 genannten Ort Tullau wurde im zweiten Viertel des 13. Jahrhunderts – wahrscheinlich unter Schenk Walther von Limpurg – eine rechteckige Wohnturmanlage mit Ringmauer erbaut. Im Erdgeschoss befindet sich eine Kapelle im Stil der Romanik mit einem kreuzgewölbten Chor und einem tonnengewölbten einjochigen Schiff. Ein zweiter Bauabschnitt erfolgte vermutlich unter dem im Jahr 1290 erwähnten limpurgischen Lehensmann Heinrich von Tullau. Damals wurde die Nordseite der alten Ringmauer abgerissen und durch Flügelmauern ein großer Hof errichtet. Im Norden entstand ein weiterer zweigeschossiger Turmbau. Ein weiterer Umbau erfolgte im Jahre 1581, wobei die Ringmauer der südlichen Wohnturmanlage überbaut wurde. Aus zwei Wohntürmen wurde ein Bau der Renaissance.
1642 erwarb der Bildhauer Leonhard Kern (1588–1662) das Tullauer Schloss, wo er von 1651 bis 1661 lebte. Damals wurde es bereits von Seiten der Stadt nicht mehr als Schloss, sondern als bürgerliches Gut eingeschätzt. Bestandteile der Liegenschaft waren damals das sogenannte alte und das neue Haus, Wirtschaftsgebäude, ein eingezäunter Garten, ein Acker und 11 Tagewerk Wiesen. Aus dieser Zeit stammt auch der sogenannte Tullauer Narr, eine Tonfigur, die wohl einst zu einer Brunnenanlage gehörte. Sie befindet sich heute im Hällisch-Fränkischen Museum, war aber noch im 19. Jahrhundert im Garten des Schlösschens zu sehen.
Von 1768 bis 1770 erfolgte unter Maria Sibylla Schaffnerin ein weiterer Umbau. Dabei wurde der Fachwerkoberstock des Nordbaus ersetzt und die beiden Häuser wurden durch eine hölzerne Galerie an der Ostseite des Innenhofes miteinander verbunden. 1858 wurde im Schwäbischen Merkur ein „Hofgut“ in Tullau zum Verkauf angeboten, das in der Beschreibung auch als „Schloßhof“ und als „Schloß“ bezeichnet wurde. Das Anwesen gehörte damals den Erben des Haller Stadtschultheißen Wibel.
Im Jahr 1851 kaufte der Landwirt Michael Huber das Schloss. Es befindet sich nach wie vor im Besitz seiner Familie.
Das Schloss wird mitunter als ehemalige Wasserburg bezeichnet; in der Beschreibung des Oberamts Hall von Rud. Moser wird aber zwischen dem Schlösschen und der früheren Burg unterschieden. Moser macht auch über die Besitzer des Schlosses weitere Angaben: 1615 habe das Schloss der Gräfin Gertraud von Löwenstein und Stauffeneck gehört, die es damals an die Stadt Hall verkauft habe. Diese habe es drei Jahre später an das Hospital weiterveräußert. Ab 1780 habe es der Familie Feyerabend gehört und sei dann schließlich in den Besitz des Stadtschultheißen Wibel, der eine Feyerabend geheiratet habe, gekommen.
Reik zeigt das Schloss auf seinem Gemälde von südöstlicher Richtung. So ist das nördliche Haus mit dem Fachwerkaufsatz zu erkennen. Auf der südlichen Ansicht wird die Loggia zwischen den beiden Ecktürmen gezeigt, die später zugemauert wurde.